# Мінагаса
Мінахаса (індонез. Semenanjung Minahasa — півострів Мінахаса) — півострів в північній частині індонезійського острова Сулавесі.
Площа понад 40 тис. км², населення — близько 4,5 млн осіб. Основну частину жителів складають представники таких австронезійських народностей і етногруп, як мінахасці (від відповідного етноніма походить назва півострова), горонтальці і болаанг-монгондоу. Населення неоднорідне в релігійному плані: є зіставні за чисельністю громади християн і мусульман.
Мінахаса належить до числа найбільш сейсмічно активних районів Індонезії: тут знаходиться кілька великих діючих вулканів. Півострів багатий на корисні копалини, які активно розробляються індонезійськими гірничодобувними компаніями.
Півострів відрізняється значним природним розмаїттям, на ньому розташовано кілька заповідників і національних парків. В окремих районах спостерігаються проблеми екологічного характеру, викликані господарською діяльністю людини.
У XVI столітті півострів став однією з перших територій Малайського архіпелагу, які потрапили в поле зору європейських колонізаторів. З XVII по XX століття він був одним з найважливіших опорних пунктів голландців, котрі об'єднали більшу частину архіпелагу під своєю владою. Під час Другої світової війни тут відбувалися зіткнення між частинами Королівської голландської ост-індійської армії і японськими військами, найзначнішим з яких став бій за Манадо.
На території півострова повністю знаходяться індонезійські провінції Північне Сулавесі і Горонтало, а також значна частина провінції Центральне Сулавесі. Найбільші населені пункти — міста Манадо і Горонтало.
1. 1 2  GEOnet Names Server — 2018.